# 北京市轨道交通建设管理
北京市轨道交通建设管理有限公司（简称建管公司）是北京市国资委下属的国有独资企业，于2003年原北京地铁集团改制时成立。该公司主要业务为轨道交通建设管理——即受业主委托，组织轨道交通项目的设计、建设以及试运营的全过程管理；建管公司为北京市主要的城市轨道交通建设管理企业。
2016年该公司设立全资子公司北京市轨道交通运营管理有限公司（简称 BJMOA），作为北京市第三家城市轨道交通运营企业，接手引入全自动驾驶模式的北京地铁燕房线的运营工作。2019年，由该公司运营的北京地铁大兴机场线通车。2021年12月31日，该公司负责运营的北京地铁19号线开通运营。
2020年8月4日，北京市基础设施投资有限公司与北京市轨道交通建设管理有限公司实施合并重组。2025年8月13日，京投轨道运营正式中标北京地铁平谷线委托运营项目，次日又与中国雄安集团京雄快轨公司签署《雄安新区至北京大兴国际机场快线项目委托运营协议》，负责雄安轨道交通R1线整体运营。